# Venezuela ai Giochi della XXXI Olimpiade
Il Venezuela ha partecipato ai Giochi della XXXI Olimpiade, che si sono svolti a Rio de Janeiro, Brasile, dal 5 al 21 agosto 2016, con una delegazione di 87 atleti impegnati in 20 discipline. Portabandiera alla cerimonia di apertura è stato lo schermidore Rubén Limardo, alla sua terza Olimpiade.
Il Venezuela, alla sua diciottesima partecipazione ai Giochi estivi, ha conquistato tre medaglie: una d'argento e due di bronzo.

## Medagliere

### Per disciplina
| Sport            | Oro | Argento | Bronzo | Totale |
| ---------------- | --- | ------- | ------ | ------ |
| Atletica leggera | 0   | 1       | 0      | 1      |
| Ciclismo         | 0   | 0       | 1      | 1      |
| Pugilato         | 0   | 0       | 1      | 1      |
| Totale           | 0   | 1       | 2      | 3      |

### Medaglie
| Medaglia | Atleta            | Sport            | Evento             |
| -------- | ----------------- | ---------------- | ------------------ |
| Argento  | Yulimar Rojas     | Atletica leggera | Salto triplo       |
| Bronzo   | Yoel Finol        | Pugilato         | Pesi mosca leggeri |
| Bronzo   | Stefany Hernández | Ciclismo         | BMX femminile      |

## Risultati

### Nuoto
| Atleta             | Evento       | Batterie | Batterie   | Semifinali      | Semifinali      | Finale          | Finale          |
| Atleta             | Evento       | Tempo    | Classifica | Tempo           | Classifica      | Tempo           | Classifica      |
| ------------------ | ------------ | -------- | ---------- | --------------- | --------------- | --------------- | --------------- |
| Christian Quintero | 400 m libero | 3:50"84  | 33ª        | N.D.            | N.D.            | non qualificato | non qualificato |
| Carlos Claverie    | 100 m rana   | 1:01"13  | =30ª       | non qualificato | non qualificato | non qualificato | non qualificato |